# Delfter Versöhnungsvertrag
Als Delfter Versöhnungsvertrag (niederländisch Zoen van Delft) bezeichnet man einen am 3. Juli 1428 zwischen Herzog Philipp dem Guten von Burgund und Jakobäa, der wittelsbachischen Erbin von Straubing-Holland, geschlossenen Vertrag. In diesem erkannte Jakobäa den Herzog von Burgund als Mitregenten in den Grafschaften Holland, Zeeland, Friesland und Hennegau an. Für den Fall ihres kinderlosen Todes, der 1436 auch tatsächlich eintrat, ernannte sie Philipp zu ihrem Nachfolger. Dieser war jedoch nicht bereit, so lange zu warten. Er entführte 1433 Jakobäas Ehemann Frank van Borselen und verlangte als Gegenleistung für dessen Freilassung den vollständigen Verzicht Jakobäas auf die Grafschaften. Die Wittelsbacherin übertrug ihm deshalb am 12. April 1433 im Haager Vertrag alle Rechte an den von ihr regierten Territorien.